# جزائريو كاليدونيا الجديدة

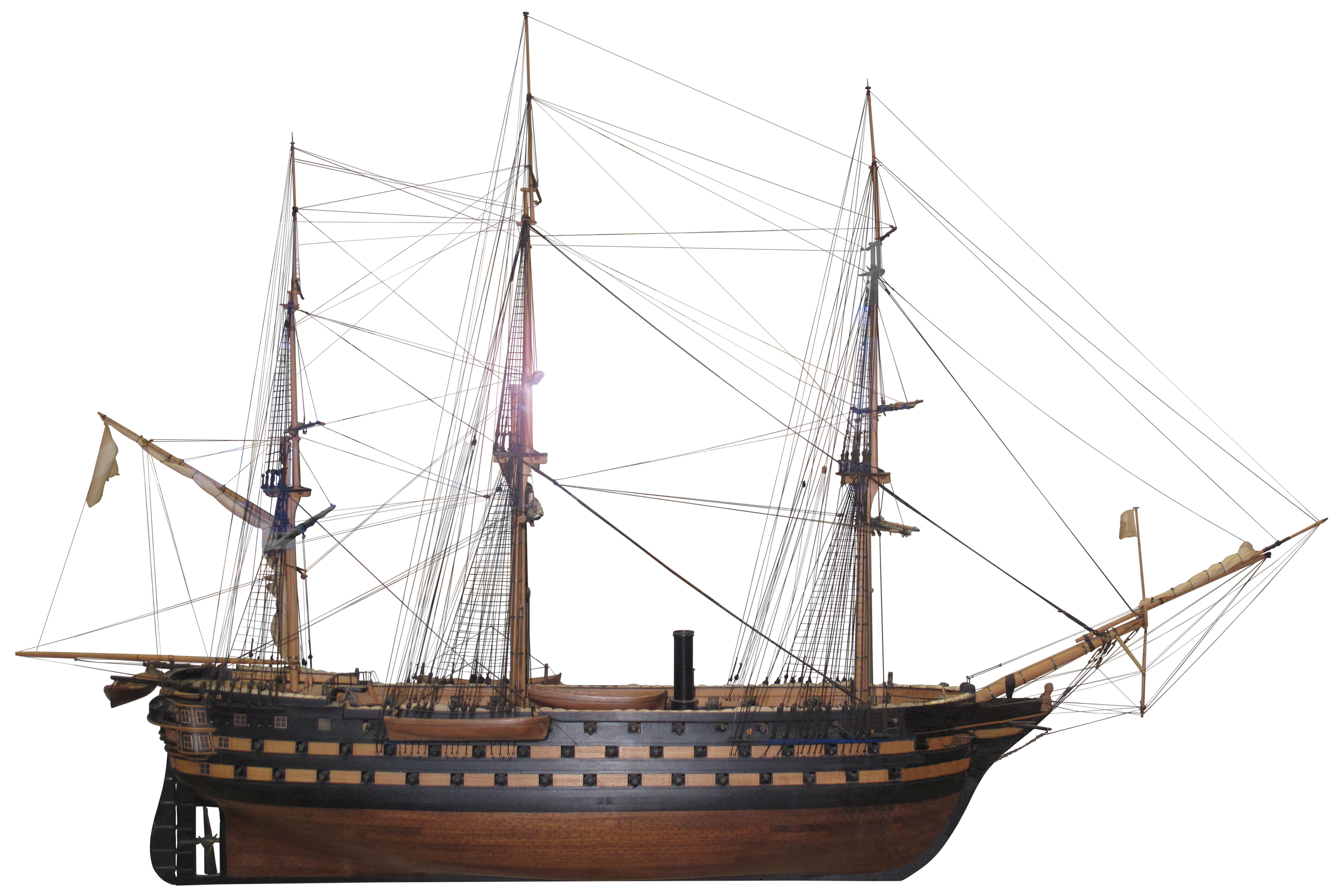

جزائريو كاليدونيا الجديدة هم مجموعة من الجزائريين الذين قد تم نفيهم من الجزائر إلى كاليدونيا الجديدة من طرف الاستعمار الفرنسي بين عامي 1864 و1921 بسبب مشاركاتهم في المقاومة الجزائرية ضد الاستعمار الفرنسي. وهم كذلك أحفاد وأبناء المقاومين الجزائريين المنفيين الذين يعيشون حاليا بكاليدونيا الجديدة ويزيد عددهم عن 15 ألف نسمة.
بعد استعمار فرنسا للجزائر سنة 1830، قام الجزائريون بعدة ثورات ومقاومات للدفاع عن أرضهم ووطنهم، ولكي تمنعهم فرنسا من القيام بثورات أخرى قامت بترحيل 2166 مقاوم جزائري، أغلبهم من الشباب، خلال 42 رحلة إلى الجزء الآخر من المعمورة، إلى مستعمرتها كاليدونيا الجديدة التي استعمرتها سنة 1853 وتقع في قارة أوقيانوسيا جنوب المحيط الهادي. كما قامت باستغلال الجزائريين المبعدين في خدمتها وخدمة المعمرين مجبرتهم على القيام بأعمال شاقة.

## مقاومة الشيخ المقراني
أبرز المنفيين أولئك الذين شاركوا في مقاومة الشيخ المقراني سنة 1871 التي بدأت في أقصى شرق الجزائر بمدينة سوق أهراس وانتشرت إلى غاية مدينة برج بوعريريج  ثم  بعد انضمام الآلاف من المقاومين انتشرت عبر كل ربوع أرض الجزائر وانتهت باستشهاد الشيخ المقراني واعتقال الشيخ محمد أمزيان الحداد وتعذيبه إلى غاية استشهاده  ونفي الآخرون إلى جزيرة كاليدونيا الجديدة.
بتعبير أدق، بعد إلقاء القبض على المقاومين، حوكموا بالمحكمة العليا للجنايات بقسنطينة خلال ربيع سنة 1873. كان عدد المحاكمين يبلغ 213 وانتهت بمحاكمة الشيخ الحداد وابنه بالسجن وبإعدام بومرزاق المقراني وأفراد آخرين من عائلته، غير أن الحكم قد خفف لاحقا إلى النفي إلى كاليدونيا.

## نقل المنفيين
حسب أرشيف بلدية بوريل، فإن أول رحلة  من الجزائر إلى كاليدونيا الجديدة وصلت في عام 1864 وكان على متنها رجل واحد يدعى براهم بن محمد أما آخر رحلة فكانت سنة  1921 وتحمل رجلين هما حسن أحمد المحمود ومصطفى آغا محمود.
مجموع عدد الرحلات التي تمت بين 1864 و1924 يساوي 42 رحلة. نقل من خلالها 2166 منفي ونجا منهم 2016. وقد تمّ نقل أكبر عدد من المنفيين بين عامي 1867 و 1895. 
اتُخِذًتْ ثلاثة مسارات للوصول إلى جزيرة كاليدونيا الجديدة، عبر رأس الرجاء الصالح ، عبر كيب هورن وعبر قناة السويس مع محطات توقف للتزويد بالمنتجات الطازجة وخاصة المياه العذبة.
تم القيام بالرحلات على متن مراكب شراعية مصممة خصيصا لنقل السجناء واستمرت هذه الرحلات ما بين 140 و 150 يومًا.  قطعوا فيها 16,700 ميل بحري أي 30,928 كيلومترًا.
صُنِّفَ نقل المنفيين إلى ثلاث فئات:
نقل المذنبون: 18 قافلة بحرية، حاملة لـ 1822 رجل من  سنة 1864 إلى سنة 1897.
نفي معاودي الإجرام: 14 قافلة، حاملة لـ 164  رجل من سنة 1888 إلى سنة 1897.
ترحيل السياسيون: 11 قافلة، حاملة لـ 180 رجل من سنة 1874 إلى سنة 1921.
أي بمجموع 42 قافلة من السفن مع 2166 رجل وتوفي منهم 60 شخص.
| السفينة                | تاريخ الوصول | عدد المرحلين |
| ---------------------- | ------------ | ------------ |
| Iphigénie              | 09/05/1864   | 1            |
| Sibylle                | 23/09/1867   | 118          |
| Fleurus                | 11/02/1868   | 96           |
| Néréïde                | 04/05/1868   | 38           |
| Fontenoy               | 01/08/1885   | 1            |
| Ville de-Saint-Nazaire | 12/11/1889   | 144          |
| Calédonien             | 27/09/1890   | 160          |
| Calédonie              | 07/05/1891   | 130          |
| Calédonie              | 19/12/1891   | 84           |
| Calédonie              | 25/07/1892   | 98           |
| Calédonie              | 19/02/1893   | 111          |
| Calédonie              | 29/09/1893   | 137          |
| Calédonie              | 02/05/1894   | 123          |
| Calédonie              | 17/12/1894   | 164          |
| Calédonie              | 08/08/1895   | 122          |
| Calédonie              | 07/04/1896   | 127          |
| Calédonie              | 25/02/1897   | 168          |

| السفينة    | تاريخ الوصول | عدد المرحلين |
| ---------- | ------------ | ------------ |
| Loire      | 16/10/1874   | 34           |
| Calvados   |              |              |
| Navarin    | 24/01/1878   | 67           |
| Navarin    | 30/10/1881   | 2            |
| Loire      | 26/03/1882   | 6            |
| Fontenoy   | 13/09/1882   | 4            |
| Tage       | 15/02/1883   | 2            |
| Navarin    | 28/06/1883   | 1            |
| Loire      | 24/11/1883   | 1            |
| El Kantara | 05-05-1920   | 2            |
| El Kantara | 07-09-1921   | 2            |

| السفينة                | تاريخ الوصول | عدد المرحلين |
| ---------------------- | ------------ | ------------ |
| Magellan               | 04/03/1888   | 6            |
| Calédonien             | 04/01/1889   | 6            |
| Magellan               | 05/08/1889   | 1            |
| Ville de Saint-Nazaire | 04/01/1891   | 10           |
| Calédonie              | 07/05/1891   | 9            |
| Calédonie              | 20/12/1891   | 12           |
| Calédonie              | 25/07/1892   | 9            |
| Calédonie              | 19/02/1893   | 21           |
| Calédonie              | 29/09/1893   | 13           |
| Calédonie              | 02/05/1894   | 14           |
| Calédonie              | 17/12/1894   | 11           |
| Calédonie              | 08/08/1895   | 11           |
| Calédonie              | 07/04/1896   | 18           |
| Calédonie              | 25/02/1897   | 23           |

## الحياة في كاليدونيا الجديدة
شارك السجناء الجزائريون في خدمة الأرض والزراعة والبستنة وكذلك في العمل في مناجم الكوبالت والقصدير وفي بناء الطرق. كانوا يعيشون في ثكنات ولديهم غرفة مشتركة للصلاة. أما الاتصالات بينهم وبين الفرنسيين فكانت ممنوعة، كما أنه كان ممنوعا عليهم إعطاء أسماء مسلمة لأطفالهم.
يعد الجزائريون المنفيون أول من زرع  نخيل التمر بكاليدونيا الجديدة حيث أن البعض منهم قد أحضر معه حبات تمر ثم قاموا بزراعة نواته.
بعد الإفراج عنهم، مُنِحَ أكثر «المستحقين» أراضي مساحتها من 4 إلى 5 هكتارات قابلة للزراعة.
وفي سنة 1897 خصص المنفيون قطعة أرض لتصبح مقبرة للمسلمين هناك، مقبرة العرب في نيساديو ثم بُنِيَ أمامها مسجدا.  وللحفاظ على عادات العرب والمسلمين، أنشأت سنة 1967 جمعية العرب وأصدقاء العرب.